# Mohamed Hamdaoui
Mohamed (Mo) Hamdaoui (Amsterdam, 10 juni 1993) is een Nederlands professioneel voetballer die doorgaans als vleugelaanvaller speelt. Hij verruilde in 2024 ADO Den Haag voor Telstar.

## Clubcarrière

### Vitesse
Hamdaoui begon met voetballen bij Haarlem-Kennemerland. Via HFC Haarlem en Ajax kwam hij in de jeugd van Vitesse terecht. 

### Verhuur aan FC Dordrecht
In juli 2014 werd Hamdaoui voor één seizoen aan FC Dordrecht verhuurd. Hamdaoui maakte zijn profdebuut voor 'de schapenkoppen' op 20 september 2014, in een met 1-1 gelijkgespeelde uitwedstrijd tegen Excelsior. In de 80e minuut verving hij Mart Lieder. 

### Terugkeer bij Vitesse
Begin januari 2015 keerde Hamdaoui vervroegd terug naar Vitesse wegens een gebrek aan speeltijd. Bij Vitesse kwam hij de rest van het seizoen uit bij de beloften, waarmee hij kampioen werd van de Beloften Eredivisie.

### Go Ahead Eagles
Hamdaoui tekende in juni 2015 een contract tot medio 2017 bij Go Ahead Eagles, met een optie voor nog een seizoen. Op 16 augustus 2015 scoorde Hamdaoui bij zijn debuut voor Go Ahead Eagles, in het duel tegen Telstar (5-0).

### Telstar
Eind januari 2017 werd zijn contract bij Go Ahead Eagles ontbonden. Hij zat de rest van het seizoen zonder club en sloot zich met ingang van seizoen 2017/18 op amateurbasis aan bij Telstar. In 35 wedstrijden kwam hij tot 11 doelpunten.

### De Graafschap
Hamdaoui vertrok medio 2018 transfervrij van Telstar naar De Graafschap. Bij de naar de Eredivisie gepromoveerde club belandde hij op de reservebank. 

### Verhuur aan FC Twente
Vanaf eind januari 2019 werd hij voor een half jaar verhuurd aan FC Twente, uitkomend in de Eerste divisie.
Met Twente werd hij kampioen van de Eerste divisie. Hij liet zich vooral zien in een wedstrijd tegen Jong Ajax op 29 april 2019. In deze wedstrijd gaf hij vier assists. Enkele dagen later scoorde hij zijn enige doelpunt voor de Tukkers in de laatste wedstrijd van het seizoen tegen SC Cambuur. 

### Terugkeer bij De Graafschap
In de zomer van 2019 keerde Hamdaoui terug naar De Graafschap, dat gedegradeerd was. In het door de Coronacrisis afgebroken seizoen 2019/20 had hij een basisplaats en maakte hij negen doelpunten en vier assists in 25 wedstrijden. Zijn contract werd na afloop van het seizoen met een jaar verlengd tot 1 juli 2021. Het seizoen erna scoorde hij nog vijf doelputnen in 19 wedstrijden.

### Zirə FK
Medio 2021 koos Hamdaoui voor een avontuur in Azerbeidzjan, bij Zirə FK. Hier speelde hij in totaal 66 wedstrijden in twee seizoenen, waarbij hij vijf keer scoorde. Hij speelde onder andere twee kwalificatiewedstrijden voor de UEFA Conference League tegen Maccabi Tel Aviv.

### ADO Den Haag
In 2023 keerde Hamdaoui weer terug naar Nederland, bij ADO Den Haag. Hier speelde hij slechts 12 wedstrijden. 

### Terugkeer bij Telstar
In de zomer van 2024 sloot hij op amateurbasis aan bij zijn oude club Telstar.

## Clubstatistieken
| Seizoen         | Club            | Competitie      | Comp. | Comp. | Beker | Beker | Overig | Overig | Totaal | Totaal |
| Seizoen         | Club            | Competitie      | Wed.  | Dlp.  | Wed.  | Dlp.  | Wed.   | Dlp.   | Wed.   | Dlp.   |
| --------------- | --------------- | --------------- | ----- | ----- | ----- | ----- | ------ | ------ | ------ | ------ |
| 2014/15         | Vitesse         | Eredivisie      | 0     | 0     | 0     | 0     | 0      | 0      | 0      | 0      |
| 2014/15         | → FC Dordrecht  | Eerste divisie  | 3     | 0     | 1     | 0     | 0      | 0      | 4      | 0      |
| 2015/16         | Go Ahead Eagles | Eerste divisie  | 1     | 1     | 0     | 0     | 0      | 0      | 1      | 1      |
| 2016/17         | Go Ahead Eagles | Eerste divisie  | 2     | 0     | 0     | 0     | 0      | 0      | 2      | 0      |
| 2017/18         | Telstar         | Eerste divisie  | 35    | 11    | 0     | 0     | 2      | 2      | 37     | 13     |
| 2018/19         | De Graafschap   | Eredivisie      | 4     | 0     | 2     | 0     | 0      | 0      | 6      | 0      |
| 2018/19         | → FC Twente     | Eerste divisie  | 11    | 1     | 0     | 0     | 0      | 0      | 11     | 1      |
| 2019/20         | De Graafschap   | Eerste divisie  | 25    | 9     | 0     | 0     | 0      | 0      | 25     | 9      |
| 2020/21         | De Graafschap   | Eerste divisie  | 19    | 5     | 1     | 1     | 1      | 0      | 21     | 6      |
| 2021/22         | Zirə FK         | Premyer Liqası  | 28    | 3     | 4     | 1     | 0      | 0      | 32     | 4      |
| 2022/23         | Zirə FK         | Premyer Liqası  | 29    | 1     | 3     | 0     | 2      | 0      | 34     | 1      |
| 2023/24         | ADO Den Haag    | Eerste divisie  | 12    | 0     | 0     | 0     | 0      | 0      | 12     | 0      |
| 2024/25         | Telstar         | Eerste divisie  | 27    | 3     | 2     | 0     | 4      | 0      | 33     | 3      |
| Carrière totaal | Carrière totaal | Carrière totaal | 196   | 34    | 10    | 2     | 9      | 2      | 215    | 38     |

Bijgewerkt op 31 mei 2025.

## Erelijst
| Eerste divisie | 1 | 2018/19 |